# Manuel Luís Cafumana
Manuel Luís da Silva Cafumana, noto come Show (Luanda, 6 marzo 1999), è un calciatore angolano, centrocampista dell'FC Dallas, in prestito dal Maccabi Haifa, e della nazionale angolana.

## Carriera

### Club
Ha iniziato a giocare in patria nel Primeiro de Agosto. Successivamente ha giocato anche nella prima divisione portoghese, in quella bulgara ed in quella israeliana.

### Nazionale
Ha esordito con la nazionale angolana nel 2017. Ha preso parte alla Coppa d'Africa 2019 ed alla Coppa d'Africa 2023.

## Statistiche

### Cronologia presenze e reti in nazionale
| Cronologia completa delle presenze e delle reti in nazionale ― Angola | Cronologia completa delle presenze e delle reti in nazionale ― Angola | Cronologia completa delle presenze e delle reti in nazionale ― Angola | Cronologia completa delle presenze e delle reti in nazionale ― Angola | Cronologia completa delle presenze e delle reti in nazionale ― Angola | Cronologia completa delle presenze e delle reti in nazionale ― Angola | Cronologia completa delle presenze e delle reti in nazionale ― Angola | Cronologia completa delle presenze e delle reti in nazionale ― Angola |
| Data                                                                  | Città                                                                 | In casa                                                               | Risultato                                                             | Ospiti                                                                | Competizione                                                          | Reti                                                                  | Note                                                                  |
| --------------------------------------------------------------------- | --------------------------------------------------------------------- | --------------------------------------------------------------------- | --------------------------------------------------------------------- | --------------------------------------------------------------------- | --------------------------------------------------------------------- | --------------------------------------------------------------------- | --------------------------------------------------------------------- |
| 25-6-2017                                                             | Saulspoort                                                            | Mauritius                                                             | 0 – 1                                                                 | Angola                                                                | Coppa COSAFA 2017 - 1º turno                                          | -                                                                     | 23’                                                                   |
| 21-3-2018                                                             | Lusaka                                                                | Sudafrica                                                             | 1 – 1 (6 – 5 dtr)                                                     | Angola                                                                | Amichevole                                                            | -                                                                     | 78’                                                                   |
| 24-3-2018                                                             | Ndola                                                                 | Zimbabwe                                                              | 2 – 2                                                                 | Angola                                                                | Amichevole                                                            | -                                                                     |                                                                       |
| 28-5-2018                                                             | Polokwane                                                             | Botswana                                                              | 2 – 1                                                                 | Angola                                                                | Coppa COSAFA 2018 - 1º turno                                          | -                                                                     |                                                                       |
| 30-5-2018                                                             | Polokwane                                                             | Mauritius                                                             | 0 – 1                                                                 | Angola                                                                | Coppa COSAFA 2018 - 1º turno                                          | -                                                                     | 24’                                                                   |
| 1-6-2018                                                              | Polokwane                                                             | Angola                                                                | 0 – 0                                                                 | Malawi                                                                | Coppa COSAFA 2018 - 1º turno                                          | -                                                                     |                                                                       |
| 9-9-2018                                                              | Luanda                                                                | Angola                                                                | 1 – 0                                                                 | Botswana                                                              | Qual. Coppa d'Africa 2019                                             | -                                                                     |                                                                       |
| 12-10-2018                                                            | Luanda                                                                | Angola                                                                | 4 – 1                                                                 | Mauritania                                                            | Qual. Coppa d'Africa 2019                                             | -                                                                     | 62’                                                                   |
| 18-11-2018                                                            | Luanda                                                                | Angola                                                                | 2 – 1                                                                 | Burkina Faso                                                          | Qual. Coppa d'Africa 2019                                             | -                                                                     | 39’                                                                   |
| 22-3-2019                                                             | Francistown                                                           | Botswana                                                              | 0 – 1                                                                 | Angola                                                                | Qual. Coppa d'Africa 2019                                             | -                                                                     |                                                                       |
| 29-6-2019                                                             | Suez                                                                  | Mauritania                                                            | 0 – 0                                                                 | Angola                                                                | Coppa d'Africa 2019 - 1º turno                                        | -                                                                     |                                                                       |
| 2-7-2019                                                              | Ismailia                                                              | Angola                                                                | 0 – 1                                                                 | Mali                                                                  | Coppa d'Africa 2019 - 1º turno                                        | -                                                                     | 52’                                                                   |
| 6-9-2019                                                              | Bakau                                                                 | Gambia                                                                | 0 – 1                                                                 | Angola                                                                | Qual. Mondiali 2022                                                   | -                                                                     | 55’                                                                   |
| 10-9-2019                                                             | Luanda                                                                | Angola                                                                | 2 – 1                                                                 | Gambia                                                                | Qual. Mondiali 2022                                                   | -                                                                     |                                                                       |
| 13-11-2019                                                            | Luanda                                                                | Angola                                                                | 1 – 3                                                                 | Gambia                                                                | Qual. Coppa d'Africa 2021                                             | -                                                                     | 25’                                                                   |
| 17-11-2019                                                            | Libreville                                                            | Gabon                                                                 | 2 – 1                                                                 | Angola                                                                | Qual. Coppa d'Africa 2021                                             | -                                                                     |                                                                       |
| 13-10-2020                                                            | Rio Maior                                                             | Angola                                                                | 3 – 0                                                                 | Mozambico                                                             | Amichevole                                                            | -                                                                     | 89’                                                                   |
| 14-11-2020                                                            | Kinshasa                                                              | RD del Congo                                                          | 0 – 0                                                                 | Angola                                                                | Qual. Coppa d'Africa 2021                                             | -                                                                     |                                                                       |
| 17-11-2020                                                            | Luanda                                                                | Angola                                                                | 0 – 1                                                                 | RD del Congo                                                          | Qual. Coppa d'Africa 2021                                             | -                                                                     |                                                                       |
| 25-3-2021                                                             | Bakau                                                                 | Gambia                                                                | 1 – 0                                                                 | Angola                                                                | Qual. Coppa d'Africa 2021                                             | -                                                                     |                                                                       |
| 29-3-2021                                                             | Luanda                                                                | Angola                                                                | 2 – 0                                                                 | Gabon                                                                 | Qual. Coppa d'Africa 2021                                             | 1                                                                     | 8’                                                                    |
| 8-10-2021                                                             | Benguela                                                              | Angola                                                                | 3 – 1                                                                 | Gabon                                                                 | Qual. Mondiali 2022                                                   | -                                                                     | 14’                                                                   |
| 11-10-2021                                                            | Libreville                                                            | Gabon                                                                 | 2 – 0                                                                 | Angola                                                                | Qual. Mondiali 2022                                                   | -                                                                     |                                                                       |
| 12-11-2021                                                            | Benguela                                                              | Angola                                                                | 2 – 2                                                                 | Egitto                                                                | Qual. Mondiali 2022                                                   | -                                                                     | 62’                                                                   |
| 26-3-2022                                                             | Benguela                                                              | Angola                                                                | 3 – 2                                                                 | Guinea-Bissau                                                         | Amichevole                                                            | -                                                                     |                                                                       |
| 29-3-2022                                                             | Benguela                                                              | Angola                                                                | 0 – 0                                                                 | Guinea Equatoriale                                                    | Amichevole                                                            | -                                                                     | 67’                                                                   |
| 1-6-2022                                                              | Luanda                                                                | Angola                                                                | 2 – 1                                                                 | Rep. Centrafricana                                                    | Qual. Coppa d'Africa 2023                                             | -                                                                     |                                                                       |
| 5-6-2022                                                              | Antananarivo                                                          | Madagascar                                                            | 1 – 1                                                                 | Angola                                                                | Qual. Coppa d'Africa 2023                                             | -                                                                     | 37’                                                                   |
| 23-3-2023                                                             | Kumasi                                                                | Ghana                                                                 | 1 – 0                                                                 | Angola                                                                | Qual. Coppa d'Africa 2023                                             | -                                                                     | 57’                                                                   |
| 27-3-2023                                                             | Luanda                                                                | Angola                                                                | 1 – 1                                                                 | Ghana                                                                 | Qual. Coppa d'Africa 2023                                             | -                                                                     | 80’                                                                   |
| 17-6-2023                                                             | Douala                                                                | Rep. Centrafricana                                                    | 1 – 2                                                                 | Angola                                                                | Qual. Coppa d'Africa 2023                                             | -                                                                     | 43’                                                                   |
| 13-10-2023                                                            | Faro                                                                  | Angola                                                                | 1 – 1                                                                 | Mozambico                                                             | Amichevole                                                            | -                                                                     | 83’                                                                   |
| 17-10-2023                                                            | Setúbal                                                               | Angola                                                                | 0 – 0                                                                 | RD del Congo                                                          | Amichevole                                                            | -                                                                     |                                                                       |
| 16-11-2023                                                            | Praia                                                                 | Capo Verde                                                            | 0 – 0                                                                 | Angola                                                                | Qual. Mondiali 2026                                                   | -                                                                     |                                                                       |
| 21-11-2023                                                            | Saint-Pierre                                                          | Mauritius                                                             | 0 – 0                                                                 | Angola                                                                | Qual. Mondiali 2026                                                   | -                                                                     |                                                                       |
| 6-1-2024                                                              | Dubai                                                                 | RD del Congo                                                          | 0 – 0                                                                 | Angola                                                                | Amichevole                                                            | -                                                                     | 73’                                                                   |
| 15-1-2024                                                             | Bouaké                                                                | Algeria                                                               | 1 – 1                                                                 | Angola                                                                | Coppa d'Africa 2023 - 1º turno                                        | -                                                                     |                                                                       |
| 20-1-2024                                                             | Bouaké                                                                | Mauritania                                                            | 2 – 3                                                                 | Angola                                                                | Coppa d'Africa 2023 - 1º turno                                        | -                                                                     |                                                                       |
| 23-1-2024                                                             | Yamoussoukro                                                          | Angola                                                                | 2 – 0                                                                 | Burkina Faso                                                          | Coppa d'Africa 2023 - 1º turno                                        | -                                                                     | 64’                                                                   |
| 27-1-2024                                                             | Bouaké                                                                | Angola                                                                | 3 – 0                                                                 | Namibia                                                               | Coppa d'Africa 2023 - Ottavi di finale                                | -                                                                     |                                                                       |
| 2-2-2024                                                              | Abidjan                                                               | Nigeria                                                               | 1 – 0                                                                 | Angola                                                                | Coppa d'Africa 2023 - Quarti di finale                                | -                                                                     |                                                                       |
| 22-3-2024                                                             | Agadir                                                                | Marocco                                                               | 1 – 0                                                                 | Angola                                                                | Amichevole                                                            | -                                                                     | cap. 44’                                                              |
| 25-3-2024                                                             | Marrakech                                                             | Comore                                                                | 0 – 0                                                                 | Angola                                                                | Amichevole                                                            | -                                                                     | 80’                                                                   |
| 7-6-2024                                                              | Lubango                                                               | Angola                                                                | 1 – 0                                                                 | eSwatini                                                              | Qual. Mondiali 2026                                                   | -                                                                     |                                                                       |
| 11-6-2024                                                             | Luanda                                                                | Angola                                                                | 1 – 1                                                                 | Camerun                                                               | Qual. Mondiali 2026                                                   | -                                                                     |                                                                       |
| 5-9-2024                                                              | Kumasi                                                                | Ghana                                                                 | 0 – 1                                                                 | Angola                                                                | Qual. Coppa d'Africa 2025                                             | -                                                                     | 75’                                                                   |
| 8-9-2024                                                              | Talatona                                                              | Angola                                                                | 2 – 1                                                                 | Sudan                                                                 | Qual. Coppa d'Africa 2025                                             | -                                                                     |                                                                       |
| 11-10-2024                                                            | Luanda                                                                | Angola                                                                | 2 – 0                                                                 | Niger                                                                 | Qual. Coppa d'Africa 2025                                             | -                                                                     |                                                                       |
| 15-10-2024                                                            | Niamey                                                                | Niger                                                                 | 0 – 1                                                                 | Angola                                                                | Qual. Coppa d'Africa 2025                                             | -                                                                     | 61’                                                                   |
| 15-11-2024                                                            | Talatona                                                              | Angola                                                                | 1 – 1                                                                 | Ghana                                                                 | Qual. Coppa d'Africa 2025                                             | -                                                                     | 16’                                                                   |
| Totale                                                                |                                                                       | Presenze                                                              | 50                                                                    |                                                                       | Reti                                                                  | 1                                                                     |                                                                       |

## Palmarès

### Club

#### Competizioni nazionali
- Girabola: 3

Primeiro de Agosto: 2017, 2018, 2019
- Campionato bulgaro: 1

Ludogorec: 2021-2022
- Coppa di Bulgaria: 1

Ludogorec: 2022-2023
- Supercoppa di Bulgaria: 2

Ludogorec: 2022, 2023